# Uelhof
Uelhof ist ein Wohnplatz der Stadt Attendorn im Kreis Olpe (Nordrhein-Westfalen) und hat 19 Einwohner (Stand 30. Juni 2024).

## Geografie
Uelhof liegt südwestlich des Kernortes Attendorn zwischen Listertalsperre und Biggesee. Nachbarorte sind Voßsiepen im Süden und Weuste im Norden. Über den Haltepunkt Attendorn-Hohen Hagen ist Uelhof an die Bahnstrecke Finnentrop–Olpe angebunden.

## Geschichte
Uelhof wurde urkundlich erstmals 1371 erwähnt, als Franco von Helden zu Frielentrop (* um 1332, † nach 1371) in Arnsberg von Erzbischof Friedrich mit Gütern, genannt „dat ulenhol“ belehnt wurde. Uelhof gehörte also ursprünglich zu den zur Waldenburg gehörenden Besitzungen um Listernohl, die als kölnische Lehen vergeben wurden. Als spätere Vasallen werden die Herren von Ole zu Frielentrop genannt. Das Gut wurde 1334 an den reichen Attendorner Bürger Johann von der Smalenberg in Form eines Afterlehens verkauft. Von den Erben Smalenberg ging es 1387 in den Besitz der Witwe Kunike Sterneberg zu Attendorn, und darauf an den Pastor Heinrich Sterneberg in Schwelm, der 1417 zwei Höfe in Listernohl mit der Mühle in Maiwormshammer an Heinrich Weke, den Gründer des Klosters Ewig, verkaufte.
Am 24. Februar 1463 vereinbarte Godert Refflinchusen, Gogreve zu Attendorn, mit dem Prior und Konvent des Klosters Ewig den sogenannten Ulenhoel-Hagen bei Listernohl gegen ein bei dem „Hofe tem Ulenhoel“ gelegenen Stück Land zu tauschen. In den Jahren 1547 bis 1556 wird Jacob uf deme Ulenhoffe genannt; seine Güter waren Bürgergüter, der Mann selbst war alter Kölnischer und zahlte dem Richter in Olpe 1 Schilling und diente ihm mit einem Pferd, seine Frau war bilsteinisch; abwechselnd gaben sie 1 Huhn nach Olpe und Bilstein. In den Jahren 1571 bis 1595 erwarb Peter von Listernohl genannt Ulhof durch 26 Einzelkäufe die durch Realteilung völlig zersplitterten Uelhofer Güter.
Politisch gehörte Uelhof ehemals zum Amt Waldenburg und im Gogericht und Kirchspiel Attendorn zur Bauerschaft Langenohl, der auch umliegende Orte wie Ackerschott, Voßsiepen, Wörmge u. a. angehörten. Im Schatzungsregister von 1543 wird in der Langenoiler Baurschafft mit neun Steuerpflichtigen ein Jacob uf dem Uhlenhole mit einer Abgabe von 1½ Goldgulden genannt. Im Register von 1565 wird Jacob unverändert auch mit 1½ Goldgulden besteuert.
Zuerst gab es in Uelhof nur ein großes Gut, im 17. Jahrhundert dann zwei Köttergüter, von denen der oberste Hof 1620 nach Johann Buecke gen. Ulhof den Namen „Bucken“ erhielt, während der untere Hof „Joanman“ hieß. Im Jahre 1640 übertrug Jobst vom Oehl dem Ulhofer Erben Peter, Sohn des verstorbenen Steffen zum Uhlhofe, seine Lehnsgerechtigkeit an dem Hof. 1682 übertrug Gertrud, Witwe des Peter Uehlhoff, das infolge schwerer Kriegslasten und Kindteile verschuldete Gut dem Kloster Ewig. 1706 verbot der Gograf Godfrid Bischopinck auf Bitten des Priors zu Ewig bei Strafe von 10 Goldgulden dem Joan Peter und Jobst zum Ullhoffe das unberechtigte Hüten in den klösterlichen Bergen am Hohen Hagen und in der Dumicke.
Am 3. Juli 1807 hat sich Johann Crantz vom Uelhof von Witwe und Erben Anton Dingerkus 200 Rtlr. geliehen zwecks Bezahlung der 2. Rate des Kaufschillings an die großherzoglich-hessische Rentei Ewig. Hierfür verpfändete er sein angekauftes, sogenanntes Crantzen-Gut. Am 17. Juni 1813 machte Johann Crantz zu Uelhof sein Testament. Der Hof scheint dann in den Besitz der Familie Weber gekommen zu sein, die in dieser Zeit schon auf Uelhof ansässig war. So heiratete Franz Weber (1802–1870) am 16. Februar 1836 Maria Elisabeth Heuel aus Imminghausen. Franz Weber war Sohn der Eheleute Johann Weber und Dorothea Rinke aus Uelhof. Die Familie Weber hatte auch vorher schon das Gut Voßsiepen erworben.
Der andere Bauernhof auf dem Uelhof ist dann über die Familie Gerndorf in den Besitz der Familie Stuff aus Eichen gekommen. Aus dem Grundbuch von Ewig ist ersichtlich, dass Franz Stuff zu Uelhof als Erbe seiner Mutter, der Ehefrau Franz Stuff, Anna Dorothea geb. Gerndorf, bestimmte Grundstücke auf dem Uelhof am 10. Juli 1877 erhielt. Im Haus Stuff war ab Anfang des 20. Jahrhunderts auch die Familie Becker als Mieter wohnhaft. Sie hatte vom RTV im Bereich der Listertalsperre größere Grundstücksflächen gepachtet und betrieb hier ebenfalls Landwirtschaft. Nach dem Brand des Hauses im Jahre 1933 baute Franz Stuff (1881–1975) an gleicher Stelle ein neues Haus. Die Familie Becker verließ den Uelhof und zog nach Listernohl.
Das Adressbuch von 1929 führt in Uelhof die Namen „Arens, Becker (4), Stuff (3) und Weber (2)“ auf. Im Jahre 1936 gab es in Uelhof 2 Wohnhäuser und 19 Einwohner. Das Adressbuch von 1956 führt die Namen „Stuff (2) und Weber (5)“ auf. Familie Weber betrieb den Gasthof mit Pension „Haus Weber“ und Familie Stuff eine Pension. Ende 1988 hatte der Ortsteil 17 Einwohner.
Ab 1819 gehörte Uelhof im Amt Attendorn zur Gemeinde Attendorn-Land, bis diese 1969 in die Stadt Attendorn eingegliedert wurde.
Durch den Ort führt der Bigge-Lister-Wanderweg (Rund-Wanderweg) mit einem oberhalb des Ortes liegenden Aussichtspunkt.